# Liste des cours d'eau d'Angleterre

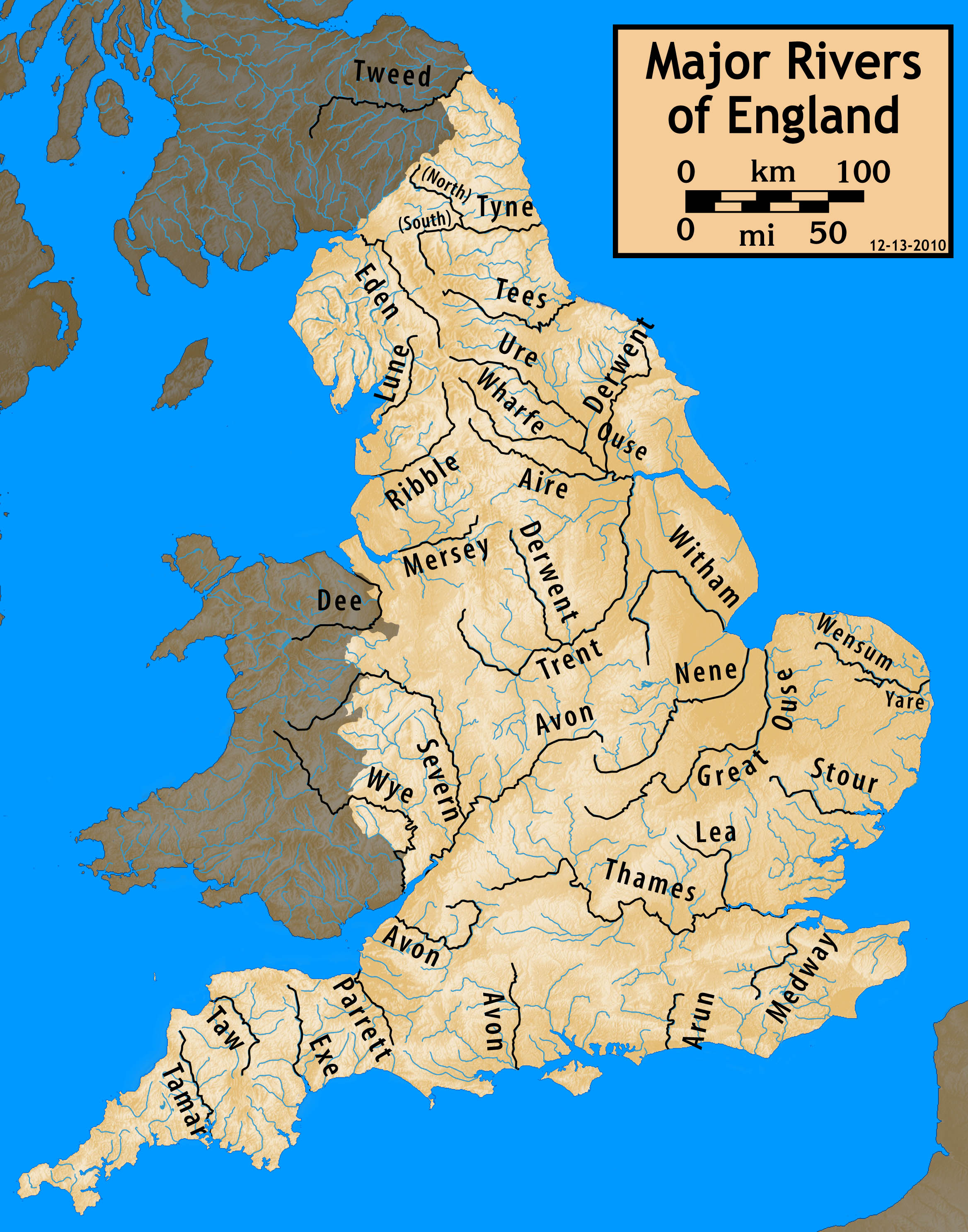
Carte des principaux cours d'eau d'Angleterre.

Cet article présente une liste des cours d'eau d'Angleterre, classés par position géographique dans le sens inverse des aiguilles d'une montre. Ils passent par l'Angleterre et se jettent dans les mers qui bordent le pays. Pour l'Esk, la Tweed, la Dee, la Severn et la Wye, qui forment les frontières avec l'Écosse et le pays de Galles, seuls les affluents du côté anglais sont indiqués.
La liste répertorie les Main river d'Angleterre telles que définies par l'Environment Agency. 
Les affluents sont classés de l'aval vers l'amont. Le fleuve, ou la principale rivière du bassin versant, est indiquée par la lettre (F), les affluents gauches par G et les droits par D.
Par convention, le côté gauche où droit d'un fleuve est celui vu quand on regarde vers l'aval.
Quand un cours d'eau est formé par deux autres, les deux branches sont indiquées comme Gc et Dc (par exemple le fleuve Tyne (F) formé par le South Tyne (Dc) et le North Tyne (Gc)).
Les défluents et les anabranches sont indiqués par les lettres D et A.
Quelques cours d'eau mineurs sont listés ici, ils sont signalés par la lettre M.

## Mer d'Irlande
Cette section donne la liste de tous les cours d'eau d’Angleterre se jetant dans la mer d'Irlande entre les frontières écossaise et galloise.

### Côte Cambrienne
Tous les cours d'eau se jetant dans le Solway Firth, la mer d'Irlande et la baie de Morecambe, du sud de la frontière écossaise à Silverdale aux frontières de Cumbria et du Lancashire.

#### Solway Firth
Bassin versant de l'Esk
La partie basse de l'Esk coule en Angleterre mais une bonne partie se trouve en Écosse et une courte section fait la frontière entre les deux. Tous les affluents de l'Esk se situant complètement en Écosse ne sont pas listés ici mais peuvent être trouvés dans la Liste des cours d'eau d'Écosse.
- Esk (F)
  - Sark (ou Sark Water) (D) (une partie en Écosse, forme une section de la frontière anglo-écossaise)
  - Lyne (en) (G)
    - Hether Burn (G)
    - Rae Burn (D)
    - Black Lyne (Dc)
      - Bailey (D)

    - White Lyne (Gc)

  - Carwinley Burn (G)
  - Liddel (G) (forme une section de la frontière anglo-écossaise)
    - Kershope Burn (G) (une partie en Écosse, forme une section de la frontière anglo-écossaise)

Tous les autres affluents de l'Esk coulent en Écosse.
Bassin versant de l'Eden
- Eden (F)
  - Caldew (G)
    - Roe (en) (D)
      - Ive (Dc)
      - Roe Beck (Gc)

    - Cald Beck (G)
    - Gillcambon Beck (D)
    - Carrock Beck (G)
    - Grainsgill Beck (G)
    - Blackhazel Beck (D)

  - Petteril (G)
  - Irthing (D)
    - Gelt (D
    - Old Water (D)
    - Cam Beck (D)
    - King Water (D)
    - Gair Burn (Gc)
    - Tarn Beck (Dc)

  - Eamont (G)
    - Lowther (D)
      - Haweswater Beck (G)
      - Swindale (ou Swindale Beck) (G)

    - Dacre Beck (G)

  - Lyvennet (G) (appelé Lyvennet Beck à l'amont)
    - Leith (G)

  - Hoff Beck (G)
  - Helm Beck (G)
  - Swindale Beck (D)
  - Belah (D)
    - Argill Beck (D)

  - Scandal Beck (G)

Bassin versant de la Wampool
- Wampool (F)
  - Chalk Beck (G)

Bassins versants côtiers mineurs
- Waven (F)
- Ellen (F)

#### Mer d'Irlande
Bassin versant de la Derwent
- Derwent (F)
  - Marron (G)
    - Lostrigg Beck (G)

  - Cocker (G)
  - Dash Beck (D) (se jette dans le lac Bassenthwaite)
    - Chapel Beck (G)

  - Newlands Beck (G) (se jette dans le lac Bassenthwaite)
    - Coledale Beck (G)
    - Keskadale Beck (G)
    - Scope Beck (L) (M)

  - Greta (D)
    - Glenderaterra Beck (D)
    - Naddle Beck (L) (M)
    - St. John's Beck (Gc)
    - Glenderamackin (Dc)
      - Mosedale Beck (G)

  - Watendlath Beck (D) (se jette dans le lac Derwentwater)
  - Stonethwaite Beck (D)

Bassins versants côtiers mineurs
- Lowca Beck (F)
- Pow Beck (F)

Bassin versant de l'Ehen
- Ehen (F)
  - Keekle (D)
  - Liza (prend sa source dans le lac Ennerdale)

Bassin versant de la Calder
- Calder (en) (F)
  - Worm Gill (G)

Bassin versant de l'Esk (Cumbria)
- Esk (F)
  - Irt (D)
    - Bleng (D)

  - Mite (D)
  - Whillan Beck (D)

Bassins versants côtiers mineurs
- Annas (en) (F)

Bassin versant de la Duddon
- Duddon (F)
  - Kirkby Pool (G)
  - Lickle (G)

#### Baie de Morecambe
Bassin versant de la Leven
- Leven (F)
  - Eea (G)
  - Crake (D) 
    - Church Beck (D)
    - Yewdale Beck (D)

  - Rusland Pool (D)
  - Cunsey Beck (D) 
    - Black Beck

  - Trout Beck (G)
  - Brathay
    - Great Langdale Beck (G)

  - Rothay
    - Stock Ghyll (G)
    - Scandale Beck (G)
    - Rydal Beck (G)

Bassin versant du Kent
- Kent (F)
  - Winster (D)
  - Bela (G)
    - Peasey Beck (Gc) (appelé Killington Becken amont)
      - Lupton Beck (G)

    - Stainton Beck (Dc) (appelé St. Sunday's Beck en amont)

  - Gilpin (D)
    - Pool (G)

  - Mint (G)
    - Ashstead Beck (LGc)
    - Bannisdale Beck (Dc)

  - Sprint (G)
  - Gowan (D)

### Lancashire et Cheshire Coast
Toutes les rivières se jetant dans la mer d'Irlande de Silverdale à la frontière Cumbria/Lancashire au sud de l'estuaire de la Dee (en).
Bassin versant du Keer
- Keer (F)

Bassin versant de la Lune
- Lune (F)
  - Conder (G)
  - Artle Beck (G)
  - Wenning (G)
    - Hindburn (G)
      - Roeburn (G)

    - Keasden Beck (G)

  - Greta (G)
    - Doe (Dc)
    - Twiss (Gc) (appelé Kingsdale Beck en amont)

  - Leck Beck (G)
  - Barbon Beck (G)
  - River Rawthey (G)
    - Dee (G)
      - Deepdale Beck (G)

    - Clough (G)

  - Borrow Beck (D)
  - Birk Beck (D)

Bassin versant de la Cocker
- Cocker (F)

- Broad Fleet (F)

Bassin versant de la Wyre
- Wyre (F)
  - Main Dyke (G)
  - Brock (G)
    - New Draught (G)

  - Calder (en) (G)
  - Tarnbrook Wyre (Dc)
    - Grizedale (D) (m)

  - Marshaw Wyre (Gc)

Bassin versant de la Ribble
- Ribble (F)
  - Wrea Brook / Main Drain (D)
  - Douglas (aussi appelé Asland) (G)
    - Douglas Navigation
    - Yarrow (D)
      - Lostock (D)
      - Chor (D)
      - Black Brook (D)
      - Green Withins Brook (m)

    - Eller Brook (G)
    - River Tawd (G)

  - Freckleton Pool (D)
  - Savick Brook (D)
  - Darwen (G)
    - Roddlesworth (G)
    - Blakewater (D)

  - Park Brook (G)
  - Calder (en) (G)
    - Sabden Brook (D)
    - Hyndburn Brook (G)
      - Hyndburn

    - Pendle Water (D)
      - Colne Water (G)
        - Laneshaw (Dc)
        - Wycoller Beck (Gc)

    - Brun (G)
      - Don (D)

  - Hodder (en) (D)
    - Loud (D)
    - Langden Brook (D)
    - Dunsop (D)
      - Brennand (Dc)
      - Whitendale (Gc)

    - Croasdale Brook (D)
    - Bottoms Beck (G)

  - Skirden Beck (D)
    - Holden Beck (D)
    - Monubent Beck (G)

  - Stock Beck (G)
  - Stainforth Beck (G)
  - Cam Beck (G)
    - Gayle Beck

Bassins versants côtiers mineurs
- Crossens Pool (F)[1]
  - The Sluice
  - Three Pools Waterway

Bassin versant de l'Alt
- Alt (F)
  - Downholland Brook (D)

Bassin versant de la Mersey
- Mersey (F)
  - The Birket (G)
  - Spittal Brook (G)
  - Gowy (G)
  - Weaver (G)
    - Dane (D)
      - Wheelock (G)
      - Crocco (D)

  - Ditton Brook (D)
  - Bollin (G)
    - Birkin Brook (G)
      - Lily (G) (m)

    - Dean (D)

  - Red Brook (en) (G)
  - Glaze Brook (D)
  - Irwell (D) (inclut en partie le canal maritime de Manchester)
    - Medlock (G)
      - Tib (souterrain)

    - Irk (G)
      - Boggart Hole Brook

    - Croal (D)
      - Tonge (en) (G)
        - Bradshaw Brook (G)
        - Astley Brook
        - Eagley Brook

    - Roch (G)
      - Parr Brook
      - Hollins Brook
      - Tack Lee Brook
      - Wrigley Brook
      - Naden Brook (D)
        - Cheesden Brook (D)

      - Millers Brook
      - Sudden Brook
      - Spodden
      - Moss Brook
      - Hey Brook
      - Stanney Brook
      - Beal (en) (G)
        - Butterworth Hall Brook
        - Piethorne Brook
        - Old Brook
        - Pencil Brook

      - Ash Brook
      - Featherstall Brook
      - Ealees Brook
      - Town House Brook
      - Greenvale Brook

  - Chorlton Brook
  - Micker Brook (G)
  - Tame (Dc)
    - Greenfield Brook (D)
    - Chew Brook (G)

  - Goyt (Gc)
    - Etherow (D)
      - Glossop Brook (G)
      - Heyden Brook (D)

    - Todd Brook (G)
    - Sett (D)
      - Kinder (D)

Bassin versant de la Dee
Une partie de la Dee se trouve en Angleterre. Tous ses affluents se situant complètement au pays de Galles ne sont pas listés ici mais peuvent être trouvés dans la Liste des cours d'eau du pays de Galles.
- Dee (F) (Afon Dyfrdwy en Gallois)
  - Aldford Brook (D)
  - Wych Brook (en) (D)
    - Emral Brook (G)
    - Red Brook (G)

Tous les autres affluents de la Dee se trouvent au pays de Galles.

## Cours d'eau entre le Canal de Bristol et Southwest Approaches
Cette section liste tous les cours d'eau situés entre le Canal de Bristol et les côtes nord du Devon et de la Cornouailles. On parle aussi de Southwest Approaches et Mer Celtique pour qualifier cette zone.

### Rivières Severn et Wye
La Wye forme une partie de la frontière entre l'Angleterre et le pays de Galles. Tous les affluents de la Wye se situant complètement au pays de Galles ne sont pas listés ici mais peuvent être trouvés dans la Liste des cours d'eau du pays de Galles.
Bassin versant de la Wye
- Wye (F)
  - Valley Brook (G)
  - Monnow (D)
    - Dore (G)
      - Worm Brook (G)

  - Garren Brook (D)
  - Rudhall Brook (G)
  - Lugg (G)
    - Frome (G)
      - Lodon (D)

    - Wellington Brook (D)
    - Humber Brook (G)
    - Arrow (D)
      - Stretford Brook (D)
        - Tippet's Brook (G)

      - Curl Brook (D)
      - Cynon Brook (G)
      - Gladestry Brook (G)

    - Cheaton Brook (G)
    - Main Drain (G)
    - Pinsley Brook (D)
    - Hindwell Brook (D)

  - Norton Brook (D)
  - Letton Lake (G)
  - Dulas Brook (D)

Tous les autres affluents de la Wye coulent au pays de Galles.

Cette section liste tous les affluents de la Severn qui coulent partiellement ou en totalité en Angleterre. Pour les autres, voir Liste des cours d'eau du pays de Galles.
Bassin versant de la Severn
- Severn (Afon Hafren) (F)
  - Little Avon (G)
  - Lyd (D)
  - Frome (G)
  - Cam (G)
  - Leadon (D)
  - Chelt (G)
  - Avon (G)
    - Swilgate (G)
    - Bow Brook (D)
    - Piddle Brook (D)
    - Isbourne (G)
    - Badsey Brook (G)
    - Arrow (D)
      - Alne (G)

    - Stour (G)
    - Dene (G)
    - Leam (G)
      - Itchen (G)

    - Sowe (D)
      - Finham Brook (D)
      - Sherbourne (D)
      - Smite Brook (G)

    - Swift (D)

  - Teme (D
    - Laughern Brook (G)
    - Leigh Brook (D)
    - Sapey Brook (D)
    - Rea (G)
      - Mill Brook (D)

    - Kyre Brook (D)
    - Ledwyche Brook (G)
    - Corve (G)
    - Onny (G)
      - Byne Brook (G)
      - East Onny (Gc)
      - West Onny (Dc)

    - Clun (G)
      - Redlake (D)
      - Kemp (G)
      - Unk (G)
      - Folly Brook (G)

  - Salwarpe (G)
    - Hadley Brook (D)

  - Grimley Brook (D)
  - Dick Brook (D)
  - Stour (G)
    - Smestow (Smestow Brook) (D)
      - Wom Brook (G)

  - Dowles Brook (D)
  - Borle Brook (D)
  - Mor Brook (D)
  - Worfe (G)
    - Welsey Brook

  - Harley Brook (D)
  - Cound Brook (D)
  - Tern (G)
    - Roden (D)
    - Strine (G)
    - Meese (G)
    - Duckow (D)

  - Rea Brook (D) (Une petite partie de la rivière coule au pays de Galles)
  - Perry (G)
  - Vyrnwy (en gallois: Afon Efyrnwy) (L) (une partie en Angleterre, le reste au pays de Galles).
    - Morda (G)
    - Tanat (G) (une partie en Angleterre, le reste au pays de Galles)
      - Cynllaith (G) (forme une partie de la frontière pays de Galles/Angleterre)

  - Camlad (D) (une partie en Angleterre, le reste au pays de Galles)

### Canal de Bristol
Sont listées ici tous les cours d'eau se jetant entre Mouth of the Severn et le Canal de Bristol, du Pont sur la Severn au sud et à l'ouest à Morte Point, au Nord du Devon.
Bassin versant de l'Avon (Bristol)
- Avon (F)
  - River Trym (D)
    - Hazel Brook (D)

  - River Frome (D)
  - River Malago (The Malago) (G)
  - Brislington Brook (G)
  - Siston Brook (D)
  - Chew (G)
  - River Boyd (D)
  - Newton Brook (G)
  - Lam Brook (D)
  - By Brook (D)
  - Midford Brook (G)
    - Cam Brook (Gc)
    - Wellow Brook (Dc)
      - River Somer (D)

  - River Frome (G)
  - Henhambridge Brook (G)
    - Mells River (G)
      - Egford Brook/Nunney Brook (D)

    - Rodden Brook (D)
      - Redford Water (G)

  - River Biss (G)
  - Semington Brook (G)
  - Cocklemore Brook (D)
  - River Marden (G)
  - Brinkworth Brook (G)
  - Gauze Brook (D)
  - Woodbridge Brook (G)
    - Tetbury Avon (River Avon, Tetbury Branch) (Gc)
    - Sherston Avon (River Avon, Sherston Branch) (Dc)

Bassins versants côtiers mineurs
- Blind Yeo (F)
- Kenn (F)
- Little River (F)
- Congresbury Yeo (F)
  - Oldbridge (G)
- Banwell (F)

Bassin versant de l'Axe
- Axe (F)
  - Mark Yeo (G)
  - Lox Yeo (D)
  - Cheddar Yeo (D)

Bassin versant de la Brue
- Brue (F)
  - North Drain (D)
  - Sheppey via Decoy Rhine (D)
  - Whitelake (D)
  - Alham (D)
  - Pitt (G)

- - Pillrow Cut?

Bassin versant de la Parrett
- Parrett (F)
  - Huntspill (D)
    - Black Ditch (G)
    - Cripps (Dc)
    - South Drain (Gc)
    - Eighteen Foot Rhine?

  - Cannington Brook (G)
  - King's Sedgemoor Drain (D)
    - Sowy (G)
    - Langacre Rhyne (G)
    - Cary?

  - Horsey Pill?
  - Chinnock Water?
  - Sedgemoor Old Rhine?
  - Hamp Brook?
    - Cobb's Cross Stream?

  - North Moor Main Drain?
  - Yeo (D) (connu aussi sous le nom de River Ivel)
    - Bearley Brook (G)
    - Cam (D)
    - Hornsey Brook (D)
    - Trent Brook (D)
    - Wriggle (G)

  - Tone (G)
  - Isle (G)
    - Fivehead (G)
      - Venner's Water (D)

  - Wellhams Brook (D)
  - Lopen Brook (G)
  - Barton Broad (D)

Bassins versants côtiers mineurs
- Donniford Stream (F)
  - Willet (G)
- Washford (F)
- Pill (F)
- Avill (F)
- Horner Water (F)
  - Nutscale Water?
    - Chetsford Water?

Bassin versant de la Lyn
- East Lyn (F)
  - West Lyn (G)
    - Barbrook (G)

  - Hoaroak Water (G)
    - Farley Water (D)

  - Oare Water (Dc)
  - Badgworthy Water (Gc)

Bassin versant de l'Heddon, de l'Umber et de la Wilder
- Heddon (F)
- Umber (F)
- Wilder Brook (F)
  - East Wilder Brook (Dc)
  - West Wilder Brook (Gc)

### Côte Atlantique du Devon et nord de la Cornouailles
Cours d'eau se jetant dans l'océan Atlantique entre Morte Point au nord du Devon et Land's End.
Bassin versant de la Taw
- Taw (F)
  - Caen (D)
  - Knowl Water (D)
  - Bradiford Water (D)
    - Colam Stream (Rs)

  - Yeo (Barnstaple) (D)
  - Langham Lake (G)
  - Hawkridge Brook (D)
  - Mole (D)
    - Colley Lake (G)
    - Bray (D)
      - Nadrid Water

    - Little Silver Stream (G)
    - Crooked Oak (G)
    - Yeo (G)

  - Mully Brook (G)
  - Hollocombe Water (G)
  - Little Dart (D)
    - Huntacott Water (D)
    - Adworthy Brook (D)
    - Sturcombe (D)

  - Yeo (Lapford) (D)
    - Dalch (D)
    - Ash Brook (D)
    - Gissage Lake (G)

  - Bullow Brook (G) (M)

Bassin versant de la Torridge
- River Torridge (F)
  - Yeo (Torridge) (G)
    - Duntz (D)

  - Mere (G)
  - Okement (D)
    - East Okement (Dc)
    - West Okement (Gc)

  - Lew (D)
  - Waldon (D)

Bassins versants côtiers mineurs
- Abbey (F)
- Marsland Water (F)
- Neet (F)
- Millook Water (F)
- Valency (F)
  - Jordan
- Trevillet (F)

Bassin versant de la Camel
- Camel (F)
  - Amble (D)
  - Allen (D)
  - Ruthern (G)
  - De Lank (G)

Bassins versants côtiers mineurs
- Menalhyl (F)
- Gannel (F)
- Red River (F)
- Hayle (F)
- Stennack (F)

## Manche
Cette section liste tous les cours d'eau débouchant sur la côte sud de l'Angleterre.

### Côte ouest de la Cornouailles et Devon
Tous les cours d'eau se jetant dans l'océan Atlantique entre Land's End, la Cornouailles et Lyme Regis sur la frontière entre le Devon et le Dorset
Bassins versants côtiers mineurs
- Penberth (F)
- Chyandour Brook (F)
- Rosemorran Stream (F)
  - Trevaylor Stream (D)
- Red River (F)
- Cober (F)

Bassin versant de l'Helford
- Helford (F)
  - Port Navas Creek (G)

Bassin versant de la Restronguet
- Restronguet Creek (F)
  - Carnon (Gc)
  - Kennal (Dc)

Bassin versant de la Fal
- Fal (F)
  - Truro (D)
    - Tresillian (G)
      - Trevella Stream (D)

    - Kenwyn (D)
    - Allen (D)

  - Ruan (G) (M)

Bassin versant du St Austell
- St Austell (F)
  - Gover Stream (D)

Bassin versant de la Par
- Par (F)

Bassin versant de la Fowey
- Fowey (F)
  - Pont Creek
  - Trebant Water (G)
  - Lerryn (D)
  - Cardinham Water (D)
  - Warleggan (D) (ou Bedalder)
  - St Neot (D) (ou Loveny)

Bassin versant de la Looe
- Looe (F)
  - East Looe (Gc)
  - West Looe (Dc)

Bassin versant de la Tamar
- Tamar (F)
  - Lynher (D) (ou St Germans River)
    - Tiddy (D)
    - Withey Brook (D)

  - Tavy (G)
    - Collybrooke
    - Walkham (G)
    - Lumburn (D)
    - Wallabrooke (D)
    - River Burn (D)

  - River Inny (D)
    - Penpont Water (D)

  - Lowley Brook (D)
  - River Lyd (G)
    - Wolf (D)
      - Thrushel (G)

    - Lew (D)

  - Kensey (D)
  - Carey (G)
  - Ottery (D)
  - Claw (G)
  - Deer (en) (G)

Bassin versant de la Plym
- Plym (F)
  - Tory Brook (G)
  - Meavy (D)

Bassin versant de l'Erme et de l'Avon
- Erme (F)
- Avon (Devon) (F)
- Gara

Bassin versant de la Dart
- Dart (F)
  - Harbourne (D) (ou Harbourne River)
    - Wash (D)

  - Hems (G)
  - Mardle (D)
  - Ashburn (G)
  - Webburn (G)
    - East Webburn (Gc)
    - West Webburn (Dc)

  - East Dart (Gc)
  - West Dart (Dc)
    - O Brook (D) (M)
    - Swincombe (D)
    - Cherry Brook (G)
    - Blackbrook (D)
    - Cowsic (D)

Bassin versant de la Teign
- Teign (F)
  - Lemon (D)
  - Bovey (D)
    - Becka Brook (D)

  - South Teign (Dc)
  - North Teign (Gc)

Bassin versant de l'Exe
- Exe (F)
  - Clyst (G)
  - Alphin Brook (D)
  - North Brook
  - Duryard Stream
  - Creedy (D)
    - Yeo (Creedy) (D)
      - Culvery (D)
        - Ted (Gc)
        - Lilly Brook (Dc)

      - Troney

    - Holly Water

  - Culm (G)
    - Weaver (G)
    - Spratford Stream (D) (connue aussi sous le nom de Lyner en amont)
    - Ken (G)
    - Madford (G) (or Madford)
      - Bolham (D)

  - Burn (G)
  - Dart (Bickleigh) (D)
  - Lowman (G)
  - Batherm (G)
    - Ben Brook (D)

  - Iron Mill Stream (D)
  - Brockeye (or Brockey) (D)
  - Barle (D)
  - Haddeo (G)
  - Quarme

Bassin versant de l'Otter
- Otter (F)
  - Tale (D)
  - Wolf (D)

Bassin versant de la Sid
- Sid (F)

Bassin versant de l'Axe
- Axe (F)
  - Coly (D)
    - Umborne Brook (G)
    - Offwell Brook?

  - Yarty (D)
    - Corrie Brook (D)

  - Kit (D)
  - Blackwater (G)
  - Synderford (G)

### Côte du Dorset et Hampshire
Tous les cours d'eau se jetant dans la Manche entre Lyme Regis sur la frontière entre le Devon et le Dorset et Hayling Island sur celles entre Hampshire et Sussex et les cours d'eau de l’île de Wight.
Bassins versants côtiers mineurs
- Lim (F)
- Char (F)
- Winniford (F)

Bassin versant de la Brit
- Brit (ou Britt) (F)
  - Simene (D)
  - Asker (G)
    - Mangerton (D)

Bassin versant de la Coastal
- Bride (F)
- Wey (F)
- Jordan (F)
- Corfe (F)

Bassin versant de la Frome
- Frome (F)
  - South Winterborne (D)
  - Cerne (G)
  - Sydling Water (G)
  - Hooke (D)

Bassin versant de la Piddle
- Piddle (F) (connue aussi sous le nom de River Trent)
  - Bere Stream (G)
  - Devil's Brook (G)
- Sherford (F)

Bassin versant de la Stour (Dorset)
- Stour (F)
  - Moors (G) (River Crane en amont)
  - Allen (G)
  - Winterborne (D)
  - The Tarrant (G)
  - Iwerne (G)
  - Divelish (D)
  - Lydden (D)
    - Caundle Brook (G)

  - Cale (D)
  - Lodden (G)

Bassin versant de l'Avon (Hampshire)
- Avon (connue aussi sous le nom de Salisbury Avon) (F)
  - Ebble (D)
  - Bourne (G)
  - Nadder (D)
    - Wylye (D)
      - Till (G)

  - Nine Mile (G)
    - Avon (via Pewsey) (Gc)
    - Avon (DC)

Bassins versants côtiers mineurs
- Avon Water (F)
  - Lymington (F)
- Beaulieu (F)
- Dark Water (F)

Bassin versant de la Test
- Test (F)
  - Bartley Water (D)
  - Blackwater (D)
  - River (D)
  - Dun (D)
  - Park Stream (G)
  - Wallop Brook (D)
  - Marshcourt River (G)
  - Anton (D)
  - Dever (G)
  - Bourne Rivulet (D)

Bassin versant de l'Itchen
- Itchen (F) (et Barton)
  - Monks Brook (D)
  - Candover Brook (D)
  - Alre (D)

Bassins versants côtiers mineurs
- Hamble (F)
  - Ford Lake (D)
- Meon (et Titchfield Haven) (F)
- Alver (F)
- Wallington (F)
- Hermitage Stream (F)
- Ems (F)
- Lavant (en) (F)

### Île de Wight
Tous les cours d'eau de l'Île de Wight dans le sens antihoraire à partir de Cowes.
Bassin versant de la Medina
- Medina (F)
  - Lukely Brook (G)
- Gurnard Luck (F)

Bassin versant de la Newtown
- Newtown (F)
  - Clamerkin Lake / Clamerkin Brook (D)
    - Rodge Brook (G)

  - Caul Bourne
  - Newtown Brook (D)

Bassin versant de la Western Yar 
- Western Yar (Yarmouth) (F)
  - Thorley Brook (D)
  - Barnfields Stream (D)

Bassin versant de la Eastern Yar.
- Eastern Yar (Bembridge) (F)
  - Scotchells Brook (D)
- Monktonmead Brook (Ryde) (F)

Bassin versant de la Wootton Creek
- Wootton Creek (F)
  - Chillingwood Brook
    - Deadman's Brook (G) (M)

  - Blackbridge Brook (D)
- Palmer's Brook (F)

### Côte du sud-est de l'Angleterre
Tous les cours d'eau se jetant dans la Manche et le Pas de Calais entre Hayling Island sur la frontière entre le Hampshire et le Sussex, et Foreness Point à la pointe nord du Kent. Cette section inclut aussi les côtes du Sussex et les côtes sud et est du Kent.
Bassins versants côtiers mineurs
- Broad Rife (F)
- Bremere Rife (F)
- Pagham Rife (F)
- Aldingbourne Rife (F)
  - Barnham Rife
  - Lidsey Rife (G)

Bassin versant de l'Arun
- Arun (F)
  - Ryebank Rife (D)
  - Chilt (G)
    - Stor (G)

  - Rother (D)
    - Hammer Stream (G)
    - Tilmore Brook
    - Batt's Brook (D) (connue en amont sous le nom de Oakshott Stream)

Bassin versant de l'Adur
- Adur (F)
  - Adur (G)
    - Cowfold Brook (D)

Bassin versant de l'Ouse
- River Ouse, Sussex (F)
  - Glynde Reach (G)
  - Bevern Stream
  - Iron River
  - Longford Stream (D)
  - River Uck (G)

Bassin versant de la Cuckmere
- Cuckmere (F)

Bassin versant de la Pevensey Haven
- Pevensey Haven (F)
  - Langney Sewer (D)
    - Hurst Haven (G)

Bassin versant de la Wallers Haven
- Waller's Haven (F)
  - Nunningham Stream (D)
  - Ash Bourne (D)
    - Hugletts Stream (D)

Bassin versant de la Combe Haven
- Combe Haven (F)

Bassin versant de la Rother
- Rother (F)
  - Brede (D)
    - Tillingham (G)
    - Line

  - Potman's Heath Channel (G)
  - Hexden Channel (G)
  - Dudwell (D)
  - Limden (G)
  - Tide Brook (G)

Bassin versant de la Dour
- Dour (F)

Bassin versant de la Stour
- Stour (F)
  - North Stream (D)
  - Little Stour (Dc)
    - Wingham (D)

  - Great Stour (Ls)
    - Wantsum (G)
    - East Stour (D)

## Mer du Nord
Cette section liste tous les cours d'eau débouchant sur la côte est de l'Angleterre

### Estuaire de la Tamise
Tous les affluent se jetant dans la Tamise et la Medway ou dans leurs estuaires. Cette section inclut la côte ouest du Kent, de Foreness Point à la pointe nord du Kent et la côte sud de l'Essex, à l'ouest de Shoeburyness. 
Bassin versant de la Medway
- Medway (F)
  - East Malling Stream (G)
  - Len (D)
  - Loose Stream (D)
  - Wateringbury Stream (G)
  - Beult (D)
    - Lesser Teise (G)

  - Teise (D)
    - Bewl (D)

  - Bourne (G)
  - Eden (G)
  - Kent Water (G)

Bassin versant de la Tamise
- Tamise (à Oxford, connue aussi sous le nom de Isis) (F)
  - Darent (D)
    - Cray (G)
      - Stanham (D) (m)
      - Shuttle (G)
        - Wyncham Stream

  - Ingrebourne (G)
  - Beam (G)
    - The Ravensbourne

  - Roding (G)
  - Lea ou Lee (G)
    - Moselle (principalement souterraine, affluent de la Lee)
    - The Hackney Brook (souterraine)
    - Stort (G)
    - Ash (G)
    - New River (artificiellement défluent, en partie souterraine) (DA)(D)
    - Beane (en) (G)
      - Rib (en) (G)
        - Quin (en) (G)

    - Mimram (G)

  - Ravensbourne (D)
    - Spring Brook
    - Pool
      - Beck
      - Chaffinch Brook

    - Quaggy (appelée en amont Kyd Brook)
      - Quaggy Hither Green
      - Middle Kid Brooke
      - Lower Kid Brooke
      - Little Quaggy
      - Grove Park Ditch
      - Milk Street Ditch
      - East Branch
      - Main Branch

  - Neckinger (D)
  - Walbrook (souterraine) (G)
  - Fleet (souterraine, appelée aussi Holbourne) (G)
  - Effra (souterraine) (D)
  - Tyburn (souterraine) (G)
  - Falconbrook (souterraine) (D)
  - Westbourne (souterraine) (G)
    - Tyburn Brook (souterraine) (G)

  - Counter's Creek (souterraine) (G)
  - Wandle (D)
    - Graveney

  - Beverley Brook (D)
    - Pyl Brook (D)

  - Stamford Brook (souterraine) (G)
  - Bollar ou Bollo Brook (souterraine) (G)
  - Brent (G)
    - Dollis Brook
      - Folly Brook

  - Duke of Northumberland's River (DA) (G) (un défluent de la Colne)
  - Crane (G)
  - Hogsmill River (D)
  - The Rythe (D)
  - Mole (D)
    - Ember (DA)(D) (un défluent de la Mole)

  - Longford (DA) (G) (un défluent de la Colne)
  - Ash (DA) (G) (un défluent de la Colne)
  - Wey (D)
    - Hoe Stream (D)
    - Tillingbourne (ou Tilling Bourne)
    - Ock
      - Wey (Bras nord) (Dc)
      - Wey (Bras sud) (Gc)
        - Slea (G)

  - Bourne (Bras nord)
  - Bourne (Bras sud)
  - Colne (G)
    - Wraysbury (DA) (D) (un défluent de la Colne)
    - Frays
      - Pinn

    - Misbourne (D)
    - Chess (D)
    - Gade (D)
      - Bulbourne

    - Ver (D)

  - Colne Brook (DA) (G) (un défluent de la Colne)
  - Jubilee (DA) (G)
  - Wye (G)
  - Loddon (D)
    - St Patrick's Stream (DA)(G)
    - Emm Brook (D)
    - River Blackwater (ou Blackwater River) (appelée en amont Broad Water)
      - Whitewater (G)
        - Hart (D)

    - Bow Brook (G)

  - Kennet (D)
    - Foudry Brook (D)
      - The Teg
      - Burghfield Brook (G)
      - Lockram Brook

    - Clayhill Brook
    - Enborne (D)
    - Lambourn (G)
    - River Dun (D)
    - Og (G)

  - Pang (D)
    - Bourne (D)
    - Roden

  - Thame (G)
  - Ock (D)
  - Hinksey Stream (D) (défluent du Seacourt Stream)
  - Cherwell (G)
    - Ray (G)
    - Swere (D)
    - Sor Brook (D)
    - Highfurlong Brook (D)

  - Castle Mill Stream (G) (défluent de la Tamise)
  - Bulstake Stream (D) (défluent de la Tamise)
    - Seacourt Stream (D) ((défluent de la Tamise)

  - Duke's Cut (G)
  - Evenlode (G)
    - Glyme (G)
      - Dorn (G)

  - Windrush (G)
    - Dikler (G)
      - Eye (D)

  - Cole (D)
  - Leach (G)
  - Coln (G)
  - Ray(D)
  - Ampney Brook (G)
  - Key (D)
  - Churn (G)
  - Derry Brook (D)
  - Swill Brook (D)
  - Flagham Brook (D)
  - Clanfield Stream
  - Bill Meroy Creek

### Côte est de l'Angleterre
Tous les cours d'eau se jetant dans la mer du Nord, le long de l'Est-Anglie, en incluant les comtés de l'Essex (nord et est de Shoeburyness), du Suffolk et du Norfolk jusqu'à King's Lynn.
Bassin versant de la Crouch
- Crouch (F)
  - Roach (D)

Bassin versant de la Blackwater
- Blackwater (F) (appelée River Pant en amont)
  - Chelmer (D)
    - Ter (G)

  - Brain (D)

Bassin versant de la Colne
- Colne (F)
  - Roman (D)

Bassin versant de la Stour
- Stour (F)
  - Brett (G)
  - Box (G)
  - Chad Brook (G)
  - Glem (G)

Bassin versant de l'Orwell
- Orwell (F)

Bassins versants côtiers mineurs
- Deben (F)
  - Fynn (D)
- Alde/River Ore (F)
  - Butley (D)
- Hundred (sud de Leiston) (F) (m)
- Minsmere (F)
- Blyth (F)
- Yox (F)
- Hundred / Latymere Dam (sud de Kessingland) (F)

Bassin versant de la Yare
- Yare (F)
  - Bure
    - Thurne (G)
    - Ant (G)

  - Waveney (D)
    - Dove (D)

  - Chet (D)
  - Wensum (G)
    - Tud (D)

  - Tas (D)
  - Tiffey (D)
  - Blackwater River (D)

Bassin versant de la Coastal
- Glaven (F)
- Stiffkey (F)
- Burn (F)
- Heacham (F)

Bassin versant de la Great Ouse
- Great Ouse (F)
  - Babingley (D)
  - Gaywood (D)
  - Nar (D)
  - Wissey(D)
  - Little Ouse (D)
    - Thet (D)
    - The Black Bourn (G)

  - Lark (D)
    - Lee Brook (D)
      - Kennett (en) (D)

  - Soham Lode (Snail en amont) (D)
  - Cam (D)
    - Burwell Lode (D)
      - Wicken Lode (New River en amont) (D)
      - Reach Lode (G)

    - Swaffham Bulbeck Lode (D)
    - Bottisham Lode (D) (Quy Water en amont)
      - Little Wilbraham (D)

    - Rhee (Gc) (ou Cam)
      - Mill (D)

    - Granta (Dc) (ou Cam)
      - Granta (D)
        - Bourn (D)

  - Kym (G) (Til en amont)
  - Ivel (D)
    - Flit (G)
    - Hiz (D)

  - Ouzel ou Lovat (en) (D)
  - Tove (en) (G)
  - Padbury Brook (D)

### Côte du Lincolnshire et Wash
Tous les cours d'eau se jetant dans The Wash et la mer du Nord entre King's Lynn et Cleethorpes jusqu'à l'Humber.
Bassin versant de la Nene
- Nene (F)
  - Lutton Leam (G)
  - South Holland Main Drain (G)
  - North Level Main Drain (G)
  - Willow Brook (en) (G)
  - Harper's Brook (G)
  - Ise (G)
  - Nene (G)[2]

Bassin versant de la Welland
- Welland (F)
  - Whaplode (D)
  - Risegate Eau (G)
  - Glen (G)
    - Bourne Eau (G)
    - West Glen (Dc)
    - East Glen (Gc) (appelée aussi Eden)
    - Vernatt's Drain (D)
      - South Drove Drain (D)

  - New River (D)
  - Car Dyke (Peterborough) (D)
  - Maxey Cut (D)
  - Bourne
  - Gwash (G)
  - Chater (G)
  - Eye Brook (G)

Bassin versant de la Haven
- Boston Haven (F)
  - West Fen Drain (G)
  - South Forty-Foot Drain (D)
    - North Forty Foot Drain (G)
    - Hammond Beck (New Hammond Beck et Old Hammond Beck) (D)
    - Clay Dike (G)
    - Skerth Drain (G)

  - Witham
    - Slea (D)
    - Billinghay Skirth (D)
    - Catchwater Drain (G)
    - Metheringham Delph (D)
    - Nocton Delph (D)
    - Old River Witham (G)
      - Barlings Eau (G)

    - Till (G)

  - Branston Delph (D)
    - Brant (D)
    - Fossdyke Navigation
    - Bain (G)
      - Waring (G)

    - Newham Drain
      - Castle Dike

  - Maud Foster Drain
    - West Fen Drain
      - Medlam Drain

    - Stone Bridge Drain
      - West Fen Catchwater Drain
      - East Fen Catchwater Drain

  - Hobhole Drain
    - Cowbridge Drain
    - Bell Water Drain
    - Fodder Dike

Bassin versant de la Steeping
- Steeping River (ou Wainfleet Haven) (F)
  - Cow Bank Drain (G)
  - Bell Water Drain (D)
  - Lymn

Bassin versant de la Saltfleet
- Saltfleet Haven (F)
  - Great Eau (D)
    - Long Eau (G)

  - Mar Dike (D)
  - South Dike (G)

Bassin versant de la Grainthorpe
- Grainthorpe Haven (F)
  - Lud

Bassin versant de la Tetney Haven
- Tetney Haven (F)
  - Waithe Beck

Minor coastal catchments
- River Freshney (MS)
- East Halton Beck (MS)
- The Beck (MS)

Ancholme catchment
- New River Ancholme (MS)
  - West Drain (L)
  - Old River Ancholme (L)
  - River Rase (Rs)
  - River Ancholme (Ls)

Minor catchment
- Halton Drain (MS)

Trent catchment
- River Trent (MS)
  - Pauper's Drain (L)
    - River Torne (L)

  - River Eau (R)
  - River Idle (L)
    - River Ryton (L)
      - Oldcotes Dyke (L)

    - River Poulter (L)
    - River Maun (Ls)
    - River Meden (Rs)

  - River Devon (R)
    - River Smite (L)
      - River Whipling (R) (m)

  - River Greet (L)
  - River Leen (L)
    - Whyburn (R)
    - Farleys Brook (R)

  - River Erewash (L)
  - River Soar (R)
    - Kingston Brook (R)
    - Rothley Brook (L)
    - River Wreake (R) (known upstream as River Eye)
    - River Sence (R)

  - River Derwent (L)
    - River Ecclesbourne (R)
    - River Amber (L)
    - Bentley Brook (L) (near Matlock)
    - River Wye (R)
      - River Lathkill (R)
        - River Bradford (R)

    - River Noe (R)
      - Peakshole Water (R)

    - River Ashop (L) (enters Ladybower Reservoir)
      - River Alport

    - River Westend (R) (enters Derwent Reservoir)

  - River Dove (L)
    - Hilton Brook (L) (known as Sutton Brook upstream)
    - River Tean (R)
    - River Churnet (R)
    - Henmore Brook (L)
    - Bentley Brook, Bradbourne (L)
    - River Manifold (R)
      - River Hamps (R)

  - River Mease (R)
  - River Swarbourn (L)
  - River Tame (R)
    - Holbrook
    - River Anker (R)
      - River Sence (R)
        - Tweed River (L)

    - Bourne Brook (L) (known as Black Brook upstream)
    - River Blythe (R)
      - River Cole (R)

    - River Rea (R)
      - Bourne Brook, Birmingham
        - Chad Brook

  - River Blithe (L)
  - River Sow (R)
    - River Penk (R)
      - Whiston Brook (L)

    - Meece Brook (L)

Yorkshire Ouse catchment
- River Ouse (MS) (assumes name of River Ure upstream of Linton-on-Ouse)
  - Swinefleet Warping Drain
  - River Don (R)
    - River Went (L)
    - River Dearne (L)
    - River Rother (R)
      - The Moss (L)
      - River Doe Lea (R)
      - River Whitting (L)
        - Barlow Brook (R)
        - River Drone (L)

      - River Hipper (L)

    - Blackburn Brook (L)
    - River Sheaf (R)
      - Porter Brook (L)
      - Meers Brook (R)
      - Limb Brook (L)

    - River Loxley (R)
      - River Rivelin (R)

    - Ewden Beck (R)
    - River Little Don (or Little Don River) (R)
      - River Dove?

  - River Aire (R)
    - River Calder (R)
      - Ings Beck (L)
      - Blacker Beck (R)
        - Dennington Beck (R)
          - Bullcliff Beck (L)

        - North Wood Beck (R)

      - Smithy Brook (R)
        - Coxley Beck (R)
        - Howroyd Beck (L)
          - Fallhouse Beck (R)

        - Briestfield Beck (L)

      - Spen River (L)
      - Nun Brook (L)
      - River Colne(R)
        - Lees Beck (Becomes Fenay Beck upstream) (R)
          - Ox Field Beck (becomes Rods Beck near Gawthorpe) (R)
          - Rushfield Dike (becomes Lumb Dike near Castle Hill (L)
          - Beldon Brook (Rs)
          - Woodsome Dike (becomes Thunder Bridge Dike at Thunder Bridge (Ls)
            - Range Dike (L)
            - Car Dike (Ls)
              - Clough Dike (Ls)
              - Town Moor Dike (Rs)

            - Shepley Dike (Rs)
              - Stone Wood Dike (L)

        - Longley Hall Beck (becomes Squirrel Ditch, then Channel Dike near  Longley (R)
        - River Holme (R)
          - Dean Clough (L)
          - Mag Brook (L)
            - Meltham Dike (R)

          - New Mill Dike (R)
          - River Ribble (R)
          - Black Sike Dike (L)
          - Dobb Dike (R)

        - Bradley Brook (R)
        - Drop Clough (L)

      - Red Beck (L)
        - Dixon Clough (R)
        - Jum Hole Beck (L)
        - Shibden Brook (L)

      - Black Brook (R)
        - Holywell Brook (R)
        - Barsey Clough (L)
        - Sandyfoot Clough (L)
        - Barkisland Clough (L)
        - Bottomeley Clough (L)
        - Red Lane Dike (R)

      - Hebble Brook (L)
        - Clough Bank Beck (R)
        - Cars Beck (R)
          - Middle Grain Beck (L)

      - River Ryburn (R)
      - Luddenden Brook (L)
      - Cragg Brook (R)
        - Withens Clough (L)
        - Turvin Clough (R)

      - Hebden Beck (L)
        - Bridge Clough (L)
          - Crimsworth Dean Beack
            - Hardidunt Clough (R)
            - Paddock Beck (R)
            - Roms Clough (L)

        - Graining Water (R)

      - Colden Water (L)
      - Beaumont Clough (R)
      - Daisy Bank Clough (L)
      - Lumbutts Clough (R)
      - Scaitcliffe Clough (R)
      - Hudson Clough (L)
        - Redmires Water (L)

      - Wittonstall Clough (L)
        - Dry Syke

    - Oulton Beck (R)
      - West Beck (L)
        - Throstle Carr Beck (L)

      - Carlton Beck

    - Fleakingley Beck (L)
    - Wyke Beck (L)
    - Oil Mill Beck (L)
      - Moseley Beck
        - Scotland Beck (R)
        - Bramhope Beck (L)

    - Begley Beck (R)
    - Gill Beck (L)
    - Guiseley Beck (L)
      - Yeadon Gill (L)

    - Gill Beck (L)
      - Jum Beck (L)
      - Black Beck
        - Middle Beck (R)
          - Horncliff Beck (R)

    - Bradford Beck (R)
      - Middle Brook
        - Chellow Dean Beck (L)
        - Bull Greave Beck (R)

      - Clayton Beck (R)
      - Pitty Beck (L)

    - Loadpit Beck (L)
      - Gloveshaw Beck (L)
      - Eldwick Beck

    - Little Beck (L)
    - Cottingley Beck (R)
    - Harden Beck (R)
      - Mytholme Beck (R)
        - Wilsden Beck

      - Hallas Beck
        - Cow House Beck (L)

      - Hewenden Beck
        - Sough Dike (R)
        - Milking Hole Beck (L)
        - Denholme Beck (R)
          - Carperley Beck (L)
            - Stubden Beck (R)

    - Morton Beck (L)
      - Fenny Shaw Beck (L)
      - Brad Beck

    - How Beck (L)
    - River Worth (R)
      - North Beck (L)
        - Butter Clough (L)
        - Todley Clough (L)
        - Newsholme Beck (R)
          - Nook Beck

        - Dean Beck
          - Far Slippery Beck (L)
            - Cinder Sike (L)
            - Slatesden Clough (L)
            - Old Ibber Dike (R)

          - Morkin Beck (L)
            - Blue Scar Beck (R)

      - Bridgehouse Beck (R)
        - Moorhouse Beck (L)
          - Hoyle Syke (L)
          - Dunkirk Beck (L)
          - Rag Clough Beck (R)

        - Leeming Water
          - Nan Scar Beck (L)

      - Sladen Beck (R)
        - Harbour Hole (R)
        - South Dean Beck
          - Crumber Dike (R)
            - Black Dike (L)

          - Rough Dike (R)

    - Silsden Beck (L)
    - Steeton Beck (R)
    - Eastburn Beck (R)
      - Sutton Beck (R)
      - Leys Beck (L)
        - Lothersdale Beck (Ls)
        - Surgill Beck (Rs)

      - Ickornshaw Beck
        - Gill Beck (L)
          - Lane House Beck (L)
            - Stone Head Beck
              - Black Scars Beck (R)

        - Gibb Syke (R)
        - Summer House Beck (R)
          - Lumb Head Beck (Ls)
            - Cowloughton Clough (L)
              - High End Lowe Spring (L)

          - Dean Hole Clough (Rs)
            - Dean Brow Beck (R)
              - Foul Dike (L)

            - Andrew Gutter (R)

    - Eller Beck (L)
      - Haw Beck (R)
        - Embsay Beck (R)
        - Kempley Beck (R)
          - Rowton Beck
            - Heugh Gill
              - Rams Gill

        - Water Lane Beck (R)

      - Owlet House Beck (R)
      - Red Gill (L)
      - Sandy Beck (R)

    - Carla Beck (R)
    - Catlow Gill (R)
    - Denindale Beck (R)
    - Denbers Dike (R)
      - Eller Gill (L)

    - Broughton Beck (R)
      - Crickle Beck (L)
        - Langber Beck (R)
          - Carr Beck
            - Gill Syke

      - Thornton Beck
        - Elslack Beck (R)
        - Brown House Beck
          - Earby Beck
            - Wentcliff Brook
              - Hodge Syke (L)

    - Eshton Beck (L)
      - Rom Side Beck (L)
      - Flasby Beck (L)
        - Mires Beck (R)
        - Hetton Beck (L)
          - Calton Gill Beck (L)
            - Washfold Beck (R)

          - Town End Beck (Ls)
          - Skirse Gill Beck (Rs)
            - Fleets Beck (L)
              - Ings Beck (L)
                - Town Beck

      - Winterburn Beck
        - Dog Kennel Gill (R)
        - Moor Gill (R)
          - Calton Moor Syke (L)

        - Newton Bank Gill (R)
          - Smither Gill (L)

        - Way Gill (R)
          - Jeffreys Gill (R)

        - Whetstone Gill (R)
          - Ray Gill (L)

        - Long Gill Beck (L)
        - Lainger Beck (L)

    - Crosber Beck (R)
      - Newton Beck
        - High Ground Beck (L)
        - Hulber Beck (L)

    - Rowton Beck (R)
    - Gill Syke (R)
    - Otterburn Beck (R)
      - Dowber Syke (L)
      - Crane Field Beck (R)
        - Causeway Syke (L)

      - Crook Beck (R)
      - Duersdale Syke (L)
      - Ingle Beck (L)
      - Shears Gill Syke (L)

    - Tern Dike (L)
      - Calton Gill Syke

    - Foss Gill (L)
      - Calton Spouts (L)
        - High Field Syke (Rs)
        - High Close Syke (Ls)

    - Crook Syke (L)
    - Kirkby Beck (R)
      - Summer Gill Syke (Ls)
      - Crook Syke (Rs)
        - Grains Beck (L)

    - Malham Beck (L)
      - Granny Gill (L)
      - Gordale Beck (L)
        - Cow Close Syke (L)
        - Hanlith Gill Syke (L)
          - Hell Gill Syke (R)

        - Wye Gill Sike (L)

      - Tanpits Beck (R)
        - Tranlands Beck
          - Sell Gill (L)

  - River Derwent (L)
    - The Beck (becomes Bielby Beck at Bielby (L)
      - Blackfoss Beck (R)
      - Missick Beck (becomes Hayton Beck at Hayton, Burnby Beck at Burnby, Nunburnholme Beck at Nunburnholme, and The Washdike at Warter (Ls)
        - West Beck (R)

      - Pocklington Beck (Rs)
        - Millington Beck (becomes Ridings Beck upstream of Millington (L)
          - Whitekeld Beck (L)

    - Cram Beck (R)
      - Moorhouse Beck (Rs)
        - Carrmire Beck (L)

      - Mill Hills Beck (Ls)
        - New River (R)

    - Howl Beck (L)
      - Mill Beck (R)
        - Gilder Beck (L)

    - Menethorpe Beck (becomes Thornthorpe Beck near Langton, and Mill Beck near Birdsall (L)
      - Rowmire Beck (R)

    - Priorpot Beck (L)
    - River Rye (R)
      - Costa Beck (L)
        - Ackland Beck (R)
        - Pickering Beck (L)
          - Levisham Beck (L)
          - Green Raygate Spring (R)
          - Raindale Beck (R)
            - Stape Beck (R)

          - Scarfhill Beck (R)
          - Sole Beck (R)
          - Havern Beck (L)

      - River Seven (L)
        - Catter Beck (becomes Hutton Beck upstream) (R)
          - Fairy Call Beck (becomes Loskey Beck upstream) (L)
          - Rudland Beck (R)

        - Keld Beck (R)
        - Cropton Beck (becomes Sutherland Beck upstream) (L)
          - Little Beck (L)

        - Lastingham Beck (R)
          - Ings Beck (becomes Ellers Beck, then Hole Beck upstream) (R)
          - Grain Beck (Ls)
          - Tranmire Beck (Rs)

        - Hartoft Beck (L)
          - Muffles Dike (L)
          - Priest's Sike Beck (L)
          - Hamer Beck (Rs)
          - Crook Beck (Ls)

        - North Gill (L)
          - West Gill (R)

        - Thorgill Head (R)
        - Cold Beck (R)
        - Reeking Gill (L)

      - River Dove (L)
        - Hodge Beck (R)
          - Stonely Woods Beck (L)
          - Cold Beck (R)
          - Rudland Beck (L)
          - Great Runnell (R)
          - Ouse Gill (L)
          - Little Runnell (R)
          - Cow Slack (R)
          - Shaw Beck (L)

        - Shortsha Beck (L)
        - Low Lane Wath (R)
          - Yealand Rigg Slack (R)
          - Harland Beck (L)

        - Lapa Green Dike (L)
        - Oak Beck (L)
        - Gill Beck (L)

      - White Beck (R)
      - Borough Beck (L)
        - Etton Gill (R)

      - Cadell (R)
      - River Seph (L)
        - Todhill Beck (L)
        - Ledge Beck (L)
        - Bildale Beck (Ls)
        - Raisdale Beck (Rs)

      - Ladhill Beck (L)

    - Welldale Beck (R)
    - Brompton Beck (R)
    - Ruston Beck (R)
    - River Hertford (L)
    - Lowdales Beck (L)
      - Kirk Beck (Ls)
        - Crossdales Beck (L)

      - Sow Beck (becomes Troutsdale Beck upstream) (R)
        - Freeze Gill (L)
        - Smithy Beck (L)

      - White Beck (R)
        - Grime Gill (R)
        - Black Beck (L)
          - Hipperley Beck (L)
          - Crosscliff Beck (R)
            - Yarna Beck (L)
            - Smallwood Beck (L)

    - Harwood Dale Beck (becomes Brown Rigg Beck upstream) (L)
      - Keas Beck (L)
        - West Syme (Ls)
        - Broadlands Beck (Rs)

      - Castle Beck (L)
        - Black Sike (L)

      - Bloody Beck (R)
      - Helwath Beck (L)

    - Barley Carr Dike (R)
    - Woof Howe Grain (R)
    - Tim Wash Slack (L)

  - Selby Dam (R)
  - River Wharfe (R)
    - River Washburn (L)
    - River Dibb (known as Barben Beck in lower reaches) (L)
    - River Skirfare (R)
      - Cowdale Beck (R)

    - Oughtershaw Beck (Ls)
    - Green Field Beck (Rs)

  - River Foss (L)
    - Holgate Beck (R)

  - River Nidd (R)
    - River Crimple (or Crimple Beck) (R)

  - River Kyle (L)
  - River Swale (L)
    - Cod Beck (L)
    - River Wiske (L)
    - Colburn Beck (R)
      - Leadmill Gill
        - Risedale Beck

    - Marske Beck (L)
    - Arkle Beck (L)
    - Barney Beck (L)
    - Whitsundale Beck (Ls)
    - Birkdale Beck (Rs)

  - River Skell (R)
    - River Laver (L)

  - River Burn (R)
  - River Cover (R)
  - Bishopdale Beck (R)
    - Walden Beck (R)

  - River Bain (R)
  - Gayle Beck (R)
  - Cotterdale Beck (L)

Hull catchment
- River Hull (MS)
  - Kelk Beck (L)
    - West Beck (Ls)

Minor coastal catchments
- Stone Creek (MS)
  - Hedon Haven (L)
  - Sands Drain/Keyingham Drain (Rs)
  - Ottringham Drain (Ls)
- Winestead Drain (MS) (reaches the Humber at the Patrington Channel)

#### Moors Coast catchments
All rivers entering the North Sea between Spurn Point at the mouth of the Humber and Redcar, North Yorkshire. This section includes all rivers meeting the North Sea coast of the traditional county of Yorkshire, save for the Humber and Tees.
Barmston Main Drain catchment
- Barmston Main Drain (MS)
  - Gransmoor Drain (L)
  - Stream Dyke (R)

Minor coastal catchments
- Gypsey Race (MS)
- Sea Cut (Scalby Beck) (MS)
  - Burniston Beck (L)
- Mill Beck/Ramsdale Beck (MS)

Yorkshire Esk catchment
- River Esk (MS)
  - Rig Mill Beck (R)
  - Little Beck (R)
  - Murk Esk (R)
    - Wheeldale Gill (Ls)
    - Wheeldale Beck (Rs)

  - Glaisdale Beck (R)
  - Stonegate Beck/Gill (L)
  - Great Fryup Beck (R)
  - Little Fryup Beck (R)
  - Danby Beck (R)
  - Commondale Beck (L)
    - Sleddale Beck (R)

  - Baysdale Beck (L)

Coastal catchments
- East Row Beck (MS)
- Sandsend Beck (MS)
- Staithes Beck (MS)
  - Easington Beck (L)
    - Roxby Beck (R)
- Kilton Beck (MS)

Skelton Beck catchment
- Skelton Beck (MS)
  - Saltburn Beck (L)
  - Tocketts Beck (L)
  - Waterfall Beck (R)

### Tees-Tweed
All rivers entering the North Sea from Redcar north to the Scottish border. This section includes the rivers of County Durham and Northumberland.

#### Tees catchment
- River Tees (MS)
  - Greatham Creek (L)
    - North Burn (R)

  - Billingham Beck (L)
  - Hartburn Beck (L)
  - River Leven (R)
  - Clow Beck (R)
  - River Skerne (L)
  - Langley Beck (L)
  - River Greta (R)
    - Sleightholme Beck (R)

  - Deepdale Beck (R)
  - River Balder (R)
    - Eggleston Burn (L)

  - River Lune (R)
    - Long Grain (Ls)
    - Lune Head Beck (Rs)

  - Hudeshope Beck (L)
  - Harwood Beck (L)
  - Maize Beck (R)

Minor coastal catchments
- Crimdon Beck (MS)
- Castle Eden Burn (MS)
- Horden Burn (MS)
- Hawthorn Burn (MS)

#### Tyne-Wear catchment
Wear catchment
- River Wear (MS)
  - Croxdale Beck (R)
  - River Browney (L)
    - River Deerness (L)

  - Stockley Beck (L)
  - River Gaunless
  - Bedburn Beck (R)
  - Waskerley Beck (L)
  - Bollihope Burn (R)
  - Stanhope Burn (L)
  - Rookhope Burn (L)
    - Killhope Burn (Ls)
    - Burnhope Burn (Rs)

Tyne catchment
- River Tyne (MS)
  - River Don (R)
  - Ouseburn (L)
  - River Team (R)
  - River Derwent (R)
    - Burnhope Burn (R)
    - Beldon Burn (Ls)
    - Nookton Burn (Rs)

  - Stanley Burn (R)
  - Whittle Burn (L)
  - Stocksfield Burn (R)
  - March Burn (R)
  - Devil's Water (R)
    - West Dipton Burn (L)
    - Ham Burn or Rowley Burn (L)

  - River South Tyne (Rs)
    - River Allen (R)
      - River East Allen (Rs)
      - River West Allen (Ls)
        - Carr's Burn (L)
        - Wellhope Burn (L)

    - Haltwhistle Burn (L)
    - Tipalt Burn (L)
    - Park Burn (R)
    - Hartley Burn (L)
    - Thinhope Burn (L)
    - Knar Burn (L)
    - Gilderdale Burn (L)
    - River Nent (R)
    - River Black Burn (L) (known as Sheild Water upstream)
    - Natress Gill (R)
    - Dry Burn (L)
    - Garrigill Burn (R)
    - Ash Gill (R)

  - River North Tyne (Ls)
    - Erring Burn (L)
    - Swin Burn (L)
    - Crook Burn (R)
    - Warks Burn (R)
    - Houxty Burn (R)
    - River Rede (L)
      - Lisles Burn (L)
      - Elsdon Burn (L)
      - Durtrees Burn (L)
      - Silis Burn (L)
      - Blakehope Burn (R)
      - Cottonshope Burn (L)

    - Hareshaw Burn (L)
    - Chirdon Burn (R)
    - Tarset Burn (L)
      - Tarret Burn (L)
      - Whickhope Burn (R)
        - Little Whickhope Burn (R)

      - Lewis Burn (L)
        - Akenshaw Burn (L)

    - Kielder Burn (L)
      - Ridge End Burn (L)
      - Scaup Burn (Rs)
      - White Kielder Burn (Ls)

Minor coastal catchment
- Seaton Burn (MS)

Blyth catchment
- River Blyth (MS)
  - Sleek Burn (L)
  - River Pont (R)

Wansbeck catchment
- River Wansbeck (MS)
  - River Font (L)
  - Hart Burn (L)

Lyne catchment
- River Lyne (MS)

Minor coastal catchment
- Chevington Burn (MS)

Coquet catchment
- River Coquet (MS)
  - Grange Burn (L)
  - Newton Burn (L)
  - Longdike Burn (R)
  - Swarland Burn (L)
  - Tod Burn (R)
  - Maglin Burn (R)
  - Forest Burn (R)
  - Wreigh Burn (L)
    - Back Burn (L)

  - Grasslees Burn (R)
  - Holystone Burn (R)
  - River Alwin (R)
  - Ridlees Burn (R)
  - Usway Burn (L)

Aln catchment
- River Aln (MS)
  - Cawledge Burn (R)
  - Denwick Burn (L)
  - Shipley Burn (L)
    - Eglingham Burn (R)

  - Edlingham Burn (R)
  - Shawdon Burn (L)
  - Coe Burn (R)
  - Callaly Burn (R)
  - Mere Burn (L)

Minor coastal catchments
- Howick Burn (MS)
- Embleton Burn (MS)
- Brunton Burn (MS)
- Waren Burn (MS)
- South Low (MS)
- North Low (MS)

#### Tweed catchment
Tributaries of the Tweed which are wholly in Scotland are omitted from this list but may be found in the List of rivers of Scotland.
- River Tweed (MS)
  - Whiteadder Water (L)
  - River Till (R) (known as River Breamish in its upper reaches)
    - River Glen (L)
      - Bowmont Water (Ls) (Bowman Water in lower reaches)
      - College Burn (Rs)

    - Wooler Water (L)
      - Carey Burn (Ls)
      - Harthope Burn (Rs)

    - Hetton Burn (R)
    - Lilburn Burn (Ls)
    - River Breamish (Rs)
      - Harelaw Burn (L)
      - Linhope Burn (L)

All further upstream tributaries of the Tweed are wholly in Scotland.